# Tandi Dorji
Tandi Dorji (tibétain : རྟ་ མགྲིན་ རྡོ་ རྗེ་ ;མ) né le 2 septembre 1968 est un homme politique bhoutanais.  Il est ministre des Affaires étrangères du Bhoutan du 7 novembre 2018 au 1er novembre 2023, et membre de l'Assemblée nationale du Bhoutan du 18 octobre 2018 au 31 octobre 2023.

## Education
Tandi Dorji est titulaire d'un baccalauréat en médecine (Bachelor of Medicine) et d'un baccalauréat en chirurgie (Bachelor of Surgery) du Mymensingh Medical College (en) de l' Université de Dacca, au Bangladesh, il a poursuivi ses études universitaires avec un  Master de santé publique internationale à l'Université de Sydney, Australie et Master of Business Administration from Université de Canberra, Australie. Il a terminé sa maîtrise en santé publique internationale de l'Université de Sydney, Australie et sa maîtrise en administration des affaires à l'Université de Canberra, Australie.
Les termes Bachelor of Medicine et Bachelor of Surgery désignent deux diplômes universitaires décernés après cinq à six années d'études de médecine ou de chirurgie dans les universités britanniques et dans certains pays de traditions britanniques tels que l'Australie ou la Nouvelle-Zélande. Ces bachelors sont théoriquement deux diplômes à part entière mais en pratique, on les considère souvent comme un seul. Au Royaume-Uni, ce sont les diplômes équivalents du Doctor of Medicine.

## Carrière politique
Avant d'entrer en politique, Tandi Dorji était pédiatre,,, chercheur en santé publique et conseiller technique. 
Tandi Dorji est membre fondateur et ancien président du Parti de l'unité du Bhoutan, l'un des quatre partis politiques enregistrés au Bhoutan.  Il a participé aux élections de 2008 et 2013.  Il a été élu à l' Assemblée nationale du Bhoutan aux élections de 2018 pour la circonscription de Lingmukha Toedwang.en ayant obtenu 3 154 votes en battant le candidat du DPT Sonam Wangyel Wang.
Le  3 novembre 2018, le Premier ministre Lotay Tshering a officiellement annoncé la structure de son cabinet et Tandi Dorji a été nommé ministre des Affaires étrangères du Bhoutan. Le 7 novembre 2018, il a prêté serment en tant que ministre des Affaires étrangères du Bhoutan dans le cabinet.